# S-10 (潜水艦)
S-10 (USS S-10, SS-115)は、アメリカ海軍の潜水艦。S級潜水艦第2グループの1隻。

## 艦歴
S-10は1919年9月11日にメイン州キタリーのポーツマス海軍造船所で起工した。1920年12月1日にマリアン・K・ペインによって命名、進水し、1922年9月21日に艦長キャロル・Q・ライト・ジュニア少佐の指揮下就役する。
本国の北東海岸沖での任務後、S-10は1924年前半にパナマ運河地帯、セント・トーマス島、トリニダード・トバゴを訪問し、北東海岸沿いの活動でその年を終えた。1925年2月19日にマサチューセッツ州ボストンを出港、S-10はパナマ運河およびカリフォルニア州を経由してハワイに向かい、4月27日に到着した。S-10は、7月12日にコネチカット州ニューロンドンに戻って、ニューイングランド海域での活動でその年を終えた。1926年は2月から4月までパナマ運河地帯での作戦活動に従事し、1927年3月にはグアンタナモ湾およびキングストンを訪問、その後1928年2月から3月まで再びパナマ運河地帯で活動した。1929年から1936年まではパナマ運河地帯で活動し、1933年3月11日から5月15日までテネシー州メンフィスを訪問、その後は一部の乗員と共に予備役状態で1933年7月1日から11月27日までココ・ソロで停泊した。
S-10は1936年3月30日にココ・ソロを出航、7月17日にペンシルベニア州フィラデルフィアで退役し、同日除籍された。その後11月13日にスクラップとして売却された。